# 榛松
榛松（はえまつ）は、埼玉県川口市の大字及び町名。現行行政地名は大字榛松、榛松一丁目から三丁目。町丁部分は住居表示実施済み。郵便番号は334-0062。

## 地理
川口市の東部に位置する。宅地化が進む地区南部は新郷東部第1特定土地区画整理事業による区画整理が完了し、住居表示が実施されている。工場誘致をしていたので、地内は住宅と工場が混在するが、畑地も点在する。

## 歴史
もとは江戸期より存在した足立郡舎人領に属する榛松村であった。
地名は『新編武蔵風土記稿』によると、枝葉が這うように広がる松の古木があったことに因むもので、その後這松が榛松に変化したと云う。『武蔵国郡村誌』では「はいまつ」とも呼ばれる。

### 沿革
- はじめは幕府領で、以降変遷なし[7]。
- 1871年（明治4年）11月13日 - 第1次府県統合により埼玉県の管轄となる。
- 1879年（明治12年）3月17日 - 郡区町村編制法により成立した北足立郡に属す。郡役所は浦和宿に設置。
- 1889年（明治22年）4月1日 - 町村制施行に伴ない、赤井、東本郷、蓮沼、前野宿、東貝塚、大竹、峯、新堀、榛松、江戸袋の十箇村が合併し、新郷村が成立。榛松村は新郷村の大字榛松となる。
- 1940年（昭和15年）4月1日 - 新郷村が同郡鳩ヶ谷町（1950年に再分離、2011年に再編入）、芝村、神根村と共に川口市に編入され消滅。川口市の大字となる。
- 2008年（平成20年）3月1日 - 第21次住居表示整備事業として新郷東部第1特定土地区画整理事業地区内の大字榛松の大部分と大字新堀のごく一部から榛松一丁目〜三丁目が成立。また、大字榛松のごく一部が新堀町となる。

## 世帯数と人口
2018年（平成30年）3月1日現在の世帯数と人口は以下の通りである。
| 大字・丁目 | 世帯数    | 人口    |
| ---------- | --------- | ------- |
| 榛松       | 909世帯   | 1,961人 |
| 榛松一丁目 | 162世帯   | 377人   |
| 榛松二丁目 | 302世帯   | 824人   |
| 榛松三丁目 | 621世帯   | 1,520人 |
| 計         | 1,994世帯 | 4,682人 |

## 小・中学校の学区
市立小・中学校に通う場合、学区（校区）は以下の通りとなる。
| 大字・丁目 | 番地                                                    | 小学校               | 中学校             |
| ---------- | ------------------------------------------------------- | -------------------- | ------------------ |
| 榛松       | 740〜745番地 874〜928番地 1503〜1878番地 1887〜9999番地 | 川口市立新郷東小学校 | 川口市立榛松中学校 |
| 榛松       | その他                                                  | 川口市立東本郷小学校 | 川口市立榛松中学校 |
| 榛松一丁目 | 全域                                                    | 川口市立東本郷小学校 | 川口市立榛松中学校 |
| 榛松二丁目 | 全域                                                    | 川口市立新郷東小学校 | 川口市立榛松中学校 |
| 榛松三丁目 | 全域                                                    | 川口市立新郷東小学校 | 川口市立榛松中学校 |

## 交通
地内に鉄道は敷設されていない。

### 道路
- 東京都道・埼玉県道58号台東川口線（尾久橋通り）
- 新郷スポーツセンター通り

## 施設
- 川口市立榛松中学校
- あおい保育園
- 川口榛松郵便局
- 瀧野川信用金庫 榛松出張所
- 榛松町会会館
- 榛松三嶋神社
- 不動院
- 南北伸銅所 川口工場
- 榛松第1公園
- 榛松第2公園
- 榛松第3公園
- 榛松第4公園
- 榛松第5公園（新郷ふれあい公園）
- 稲荷社